# امرناس
امرناس (به عربی: أمرناس) یک شهرداری در الجزایر است که در استان سیدی بلعباس واقع شده‌است.